# East Mamprusi District
Der East Mamprusi District ist ein Distrikt der North East Region im Norden Ghanas. Der Distrikt hat im Osten eine gemeinsame Grenze mit dem Nachbarstaat Togo.

## Bevölkerung
Namensgebend für den Distrikt ist das Volk der Mamprusi. Im östlichen Teil des Distriktes leben auch Bimoba und Konkomba. Weiterhin gibt es kleinere Gruppen von Mossi, Talensi, Hausa, Fulbe und Chakosi.

## Ortschaften im Distrikt
- Bende
- Bimbago
- Bunkpurugu
- Dagbiriboari
- Gbandaa
- Gbintiri
- Jawani
- Jimbale
- Langbensi
- Naamasim
- Nagbo
- Najong I
- Najong II
- Nakpanduri
- Nalerigu
- Namango
- Naminboku Nagboo
- Nasuan
- Sakogu
- Samene
- Simlibogu
- Wundua